# Cementiri dels Caputxins
El Cementiri dels Caputxins és un recinte funerari de Mataró (Maresme), catalogat com a bé cultural d'interès local.

## Història
L'any 1932 la Junta d'Obra de la parròquia del Convent dels Caputxins adquirí els actuals terrenys del cementiri, davant l'escassetat del terreny que tenia la ciutat per a enterrar. Tres anys més tard, el convent era incendiat i, amb la desamortització, l'any 1844 aquella Junta aconseguí de fer-se seu tot el recinte conventual per tal d'utilitzar-lo com a necròpolis. Es van fer les obres i aplanaments per a adequar-lo i es va aixecar la capella, beneïda el 1851.
Entre 1938 i 1939 hi foren enterrats una cinquantena de Brigadistes Internacionals, en homenatge als quals fou inaugurat el 1996 un monument, creat pels arquitectes Agàpit Borràs i Mariona Gallifa.

## Descripció
Es troba en un petit cim del barri dels Molins, no gaire lluny del Parc Municipal. Les instal·lacions comencen en un espai rectangular on es poden veure els panteons, d'extraordinària vistositat i sentit artístic. Enfront hi ha una columnata amb el fris d'una capella circular, amb cúpula vidrada de color blau. Pels costats laterals de la capella hi ha unes escales que accedeixen a un altre espai amb nínxols, des del qual surt una llarga escalinata amb nínxols a les dues bandes. Les instal·lacions (portes, accessos, capella, etc.) són d'estil neoclàssic molt auster, de línies rectes i sense decoracions. Hi ha una forta sensibilitat en la disposició ordenada de l'espai, que malgrat les modificacions actuals encara fa molt bon servei. Els edificis han estat restaurats.
A l'espai dels nínxols, a més d'una escultura de Frederic Marés, es poden veure diversos panteons modernistes i un d'estil clàssic, de marbre, de l'escultor igualadí Josep Campeny i Santamaria (1858-1922).